# Светски дан скока
Светски дан скока био је догађај сличан флеш мобу који је истоимена организација планирала за 20. јул 2006. године. Организатори су тврдили да желе да наведу преко 600 милиона људи, или око десетине светске популације, да скоче истовремено у 11:39:13 ГМТ (13:39:13 ЦЕСТ ). Овај притисак би требало да усмери Земљу у другу орбиту. Последице би требало да буду смањење глобалног загревања на минимум, блажа клима широм света и продужење дужине дана на 25 сати. Међутим, није било студије о овом питању, само је позив остао стваран. Акција се развила у модерну легенду.

## Поглед са стране физике
Акција је прилично упитна са становишта физике.
Посматрано као комплетан систем, Земља (као и свако тело на које не делује спољна сила ) подлеже принципу очувања импулса, који каже да затворени механички систем само мења своје понашање кретања, које карактерише правац и брзина, због спољне силе. Људи који скачу одгурнули би земљу када би скочили, као што би је повукли назад због гравитације када би пали. Да би заиста променили Земљину орбиту, људи би морали да скоче довољно високо да напусте Земљу и оду у свемир; иначе остаје игра са нултом сумом због Њутновог трећег закона („сила је једнака противсили“). Укупни импулс који сви скакачи пренесу на земљу приликом скакања и слетања би стога био једнако велик као (супротни) импулс који преносе земљи услед гравитације, и земља би се вратила у првобитни положај.
Чак и када би идеја била теоретски изводљива, и даље би је било де факто немогуће спровести. Маса таквог броја људи у поређењу са масом Земље је отприлике једнака односу мрава дрвећа и највећег светског носача авиона, Роналд Реган.